# Cesare Gennari

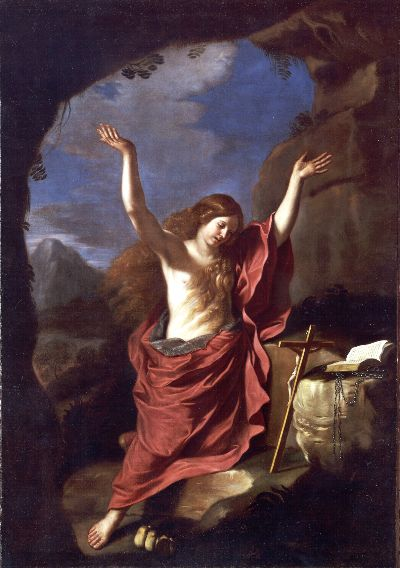
Magdalena penitente.

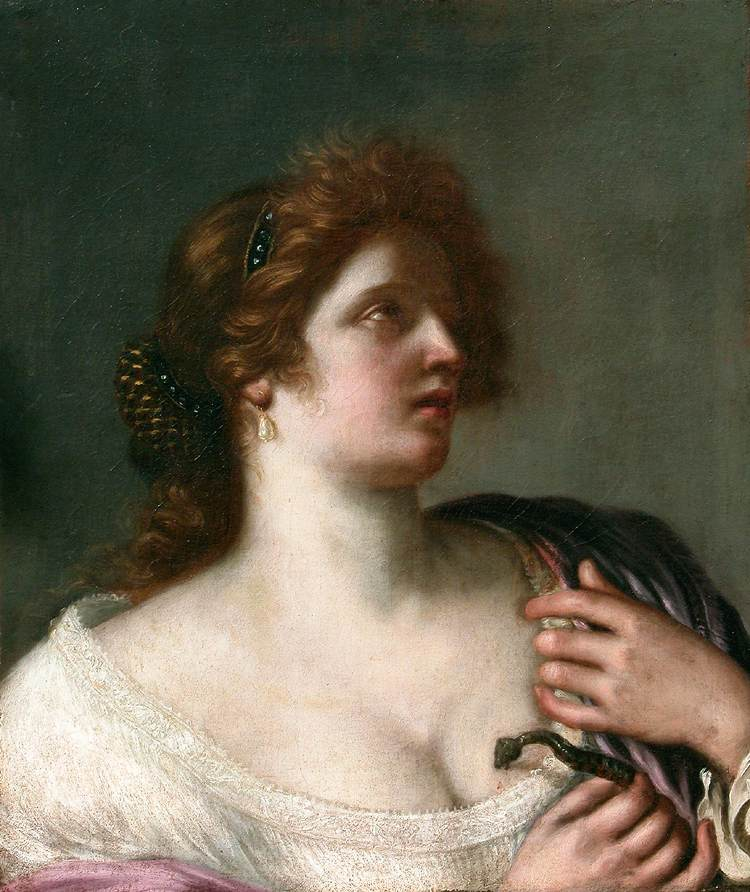
Cleopatra.

Cesare Gennari (Cento, diciembre de 1637 - Bolonia, 11 de febrero de 1688) fue un pintor italiano activo durante el Barroco.

## Biografía
Cesare perteneció a una dinastía de pintores con varias generaciones de antigüedad. Era hijo de Ercole Gennari y de Lucia Barbieri, la hermana del Guercino. Tras recibir su primera formación en el estudio paterno, continuó sus estudios junto a su famoso tío, de quien imitó el estilo.
A la muerte de Guercino (1666), heredó junto a su hermano Benedetto el taller y los bienes del difunto. Tanto su estilo como el de su hermano son casi miméticos del maestro. Sin embargo, fue Cesare el más dotado entre todos los parientes y ayudantes de Barbieri, alcanzando su obra cotas de gran calidad.
Murió el 11 de febrero de 1688. Ninguno de sus hijos continuó la profesión; su hijo Giovan Francesco fue el padre del último representante de la saga, Carlo Gennari, pintor aficionado, que falleció en el año 1790.
Alumnos de Cesare fueron pintores como Simone Gionima o Aureliano Milani.

## Obras destacadas
- Magdalena penitente (1662, Pinacoteca Civica, Cento)
- Cleopatra (1663, Colección particular)
- Santa Maria Magdalena de' Pazzi (1669, San Martino, Bolonia)
- Cristo en el huerto de los Olivos
- Santa Rosa de Lima (San Domenico, Bolonia)
- Retrato del Gran Duque Cosme III de Toscana
- Santa Apolonia (Frati Serviti, Bolonia)
- Santa Maria Magdalena de' Pazzi entre los santos Alberto y Andrea Corsini (San Martino, Bolonia)
- Alegoría de la Pintura (Galleria Nazionale d'Arte Antica, Roma)